# Antički brodolom kod hridi Babe
Ostatci antičkog brodoloma nalaze se kod hridi Babe, južno od Male Palagruže.

## Opis
Nedaleko hridi Baba južno od Male Palagruže, na kamenoj padini i na pješčanom dnu nalaze se ostaci brodoloma. Na površini su vidljive samo krhotine. Radilo se o teretu amfora neodređenog tipa i većem broju dolia. Na rubu stijene nalazi se jedno željezno sidro. Brodolom je datiran u 1. stoljeće. Pod pijeskom se još uvijek nalaze ostaci brodske konstrukcije uz manji dio tereta.

## Zaštita
Pod oznakom Z-232 zaveden je kao nepokretno kulturno dobro - pojedinačno, pravna statusa zaštićena kulturnog dobra, klasificirano kao "arheološka baština".